# Záhony
Záhony [ˈzaːhoɲ] is een plaats in het noordoosten van Hongarije, in het comitaat Szabolcs-Szatmár-Bereg. Het stadje ligt op 2 kilometer van de grens met Oekraïne en bijna aan het drielandenpunt met Slowakije. Záhony heeft een kleine 5000 inwoners.

## Grensstad
Záhony ligt op de linkeroever van de Tisza, die hier vanuit het zuiden naar het noorden een bocht maakt, en weer naar het zuidwesten stroomt. Het stadje leeft van land- en wijnbouw, alsook van het trein- en vrachtvervoer naar en van de grens.
Aan de nieuwere grenspost naar Oekraïne moeten de vrachtwagens soms twee tot drie dagen wachten, eer hun in- en/of uitklaringspapieren van hun lading of vracht en hun reisvisa en paspoorten zijn nagekeken. Dat geldt ook bijna voor de gewone autobestuurders die de grens over willen. Men kan daar visums voor Oekraïne verkrijgen via de Oekraïense grenspost, meestal na lang wachten. Overigens hebben burgers van de Europese Unie, waar ook Hongarije lidstaat van is, geen visum meer nodig voor Oekraïne.
Via een oude leegstaande grenspost, met openstaande slagbomen, kan men in Oekraïne komen. Maar de weg draait terug bij de Tisza en vóór de eigenlijke officiële grensweg. Over de Tisza ziet men de vlakte van Oekraïne liggen en de weg naar Tsjop en Stroemkivka. De goederentreinen moeten ook een poos wachten eer ze verder mogen rijden.
Zahony is ook berucht als draaischijf voor de sigarettensmokkel uit Oekraïne.